# Tsuno
Tsuno (jap. 津野町 Tsuno-chō) – miasto w Japonii, na wyspie Sikoku, w prefekturze Kōchi. Według danych na rok 2020 miejscowość zamieszkiwało 5 291 mieszkańców , a gęstość zaludnienia wyniosła 26,7 os./km².